# La Valentine

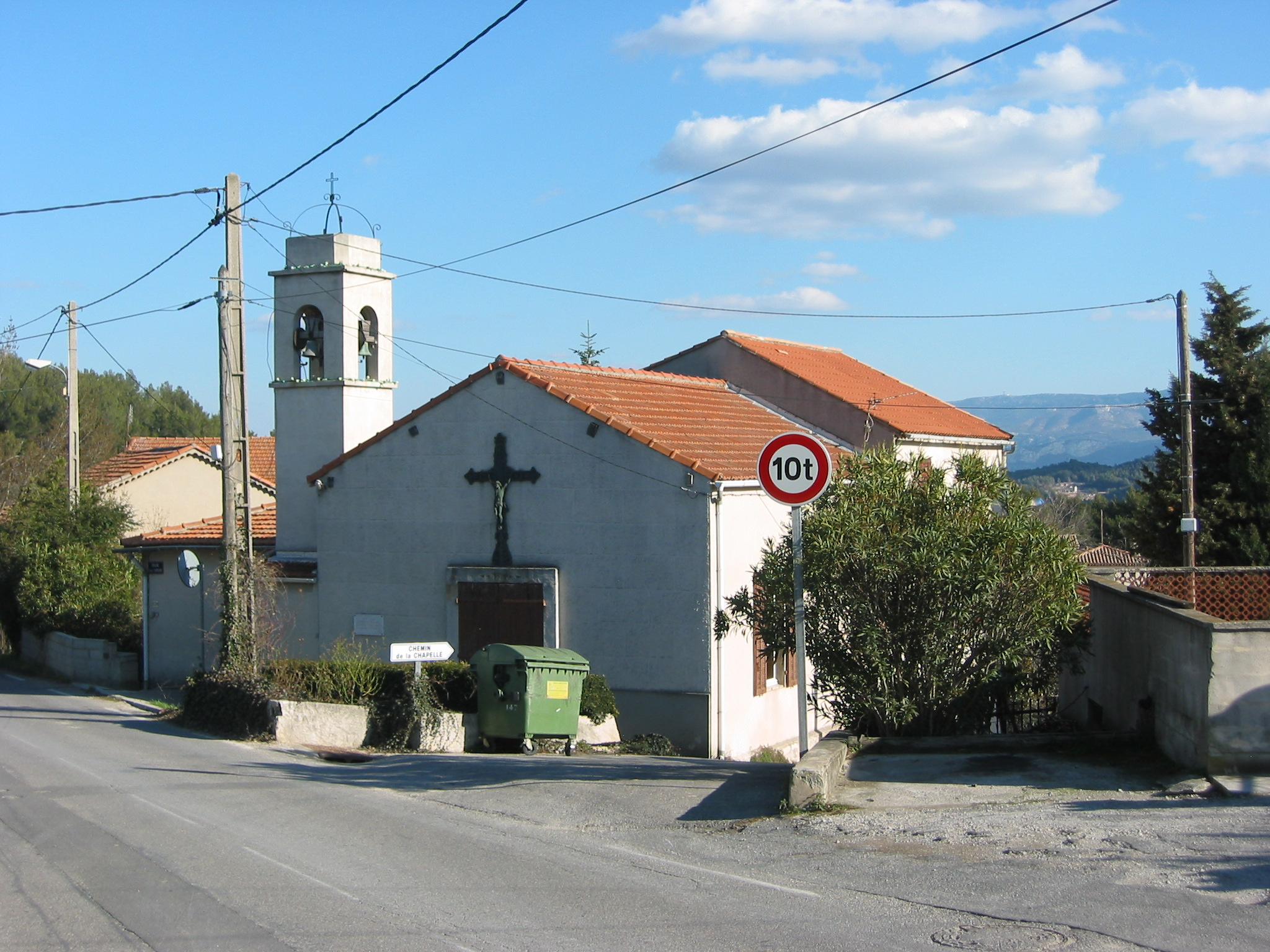
Kapelle Saint-Jean-Bosco

La Valentine ist ein Ortsteil der Gemeinde Saint-Savournin im französischen Département Bouches-du-Rhône in der Region Provence-Alpes-Côte d’Azur.
Die Kapelle Saint-Jean-Bosco, benannt nach dem heiliggesprochenen Johannes Bosco wurde 1934 gebaut.
Mitte des 19. Jahrhunderts entstand bei La Valentine eine Zementfabrik.